# Hugo Conwentz

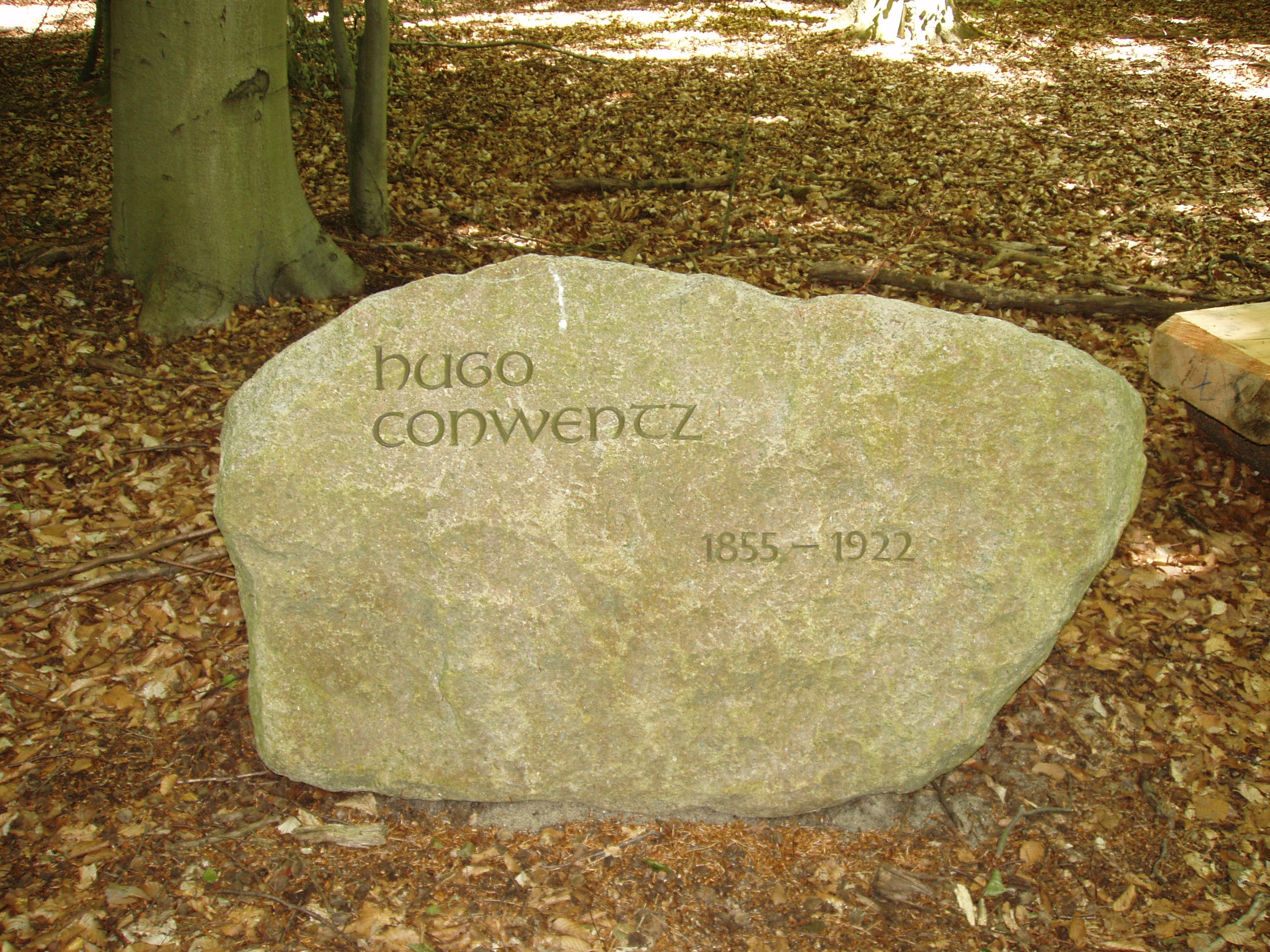
Minnesmärke i naturreservatet Plagefenn, Brandenburg

Hugo Wilhelm Conwentz, född 20 januari 1855 i St. Albrecht vid Danzig, död 12 maj 1922 i Berlin, var en tysk biolog.
Conwentz blev filosofie doktor i Breslau 1876, var assistent vid botaniska trädgården där 1876–1879 och blev år 1880 föreståndare för det då grundade västpreussiska provinsmuseet (Westpreußischen Provinzial-Museum) i Danzig, i vilken befattning han 1890 erhöll professors titel. Detta museum blev genom hans bemödanden blev ett av de i sitt slag bästa i Tyskland, varjämte de av honom utgivna årsberättelserna i hög grad bidrog till att öka intresset för naturforskningen inom provinsen. 
Conwentz gjorde sig känd genom många värdefulla vetenskapliga arbeten, varjämte han genom skrifter och föredrag – även i Sverige – utvecklade en energisk verksamhet för naturskyddsfrågan, det vill säga frågan om att rädda bland annat delar av det ursprungliga landskapet, växter, djur och geologiska bildningar. 
Av Conwentz botaniska arbeten kan nämnas Die Eibe in Westpreußen, ein aussterbender Waldbaum (1892) och Beobachtungen über seltene Waldbäume in Westpreußen mit Berücksichtigung ihres Vorkommens im Allgemeinen (1895). På det paleobotaniska området publicerade han flera uppsatser om fossilt trä samt de utmärkta, för kännedomen om bärnstenen och dess flora viktiga arbetena Die Angiospermen des Bernsteins (1886) och Monographie der baltischen Bernsteinbäume (1890). 
Av arbeten på andra områden kan nämnas Bildliche Darstellungen von Thieren, Menschen, Bäumen und Wagen an westpreußischen Gräberurnen (1894) och Die Moorbrücken im Thal der Sorge auf der Grenze zwischen Westpreußen und Ostpreußen (1897); i naturskyddsfrågan märks Forstbotanisches Merkbuch. I. Provinz Westpreußen (1900), Die Gefährdung der Naturdenkmäler und Vorschläge zu ihrer Erhaltung (1904) samt Om skydd åt det naturliga landskapet jämte dess växt- och djurvärld, särskildt i Sverige (Ymer, 1904). Vidare kan nämnas Die Heimatkunde in der Schule (1904), i vilken han kräver en mera grundlig skolundervisning beträffande hembygdens naturhistoria och geografi.
Under sina resor i Sverige försökte Conwentz inhämta kunskap om detta lands natur och vetenskapliga strävanden, och försökte att i Tyskland sprida kännedom om dessa. Ett större vetenskapligt arbete är Untersuchungen über fossile Hölzer Schwedens (1892, i Vetenskapsakademiens Handlingar). Vidare märks bland annat hans skildringar Die phytopaläontologische Abteilung des naturhistorischen Reichsmuseums in Stockholm (1889), Aus Schwedens Natur und Wissenschaft (1899). Från 1910 utgav han tidskriften "Beiträge zur Naturdenkmalpflege".
Conwentz ingick 1919 äktenskap med svenskan Greta Ekelöf (1882–1933), biblioteksamanuens vid Vetenskapsakademien, som efter makens död återvände till Sverige och 1928 blev chef för Linköpings stifts- och landsbibliotek.
Conwentz grav finns på Südwestkirchhof Stahnsdorf och förklarades 1952 av Berlins senat som hedersgrav (Ehrengrab).